# Luzula piperi
Luzula piperi là một loài thực vật có hoa trong họ Juncaceae. Loài này được (Coville) M.E.Jones mô tả khoa học đầu tiên năm 1910.